# Andrew Stockdale
Andrew Stockdale (* 20. července 1976) je zpěvák a kytarista australské kapely Wolfmother.
Než založil kapelu, pracoval jako fotograf. Jeho oblíbenou kytarou je Gibson SG60.[zdroj⁠?!]